# 타니구치 쇼타
타니구치 쇼타(일본어: 谷口翔太, 1986년 5월 12일 ~ )는 일본의 배우이다.

## 출연 작품

### 영화
- 2019년: 《킹덤》 - 위병 2 역
- 2023년: 《좀100: 좀비가 되기 전에 하고 싶은 100가지》